# روب كرين
روب كرين (بالإنجليزية: Rob Crane)‏ هو متسابق يخت أمريكي، ولد في 19 فبراير 1986.

## وصلات خارجية
- روب كرين على موقع أوليمبيديا (الإنجليزية)